# Svenska inomhusmästerskapen i friidrott 2008
Svenska inomhusmästerskapen i friidrott 2008 var uppdelat i  
- Stora Inne-SM den 23 och 24 februari i Atleticum i Malmö, arrangörsklubb Malmö AI, samt
- Inne-SM Mångkamp den 15 och 16 mars i Friidrottens Hus i Göteborg, arrangörsklubbar Lerum Friidrott och Örgryte IS.

Tävlingen var det 43:e svenska inomhusmästerskapet.

## Medaljörer, resultat

### Herrar
| Gren          | Guld                | Guld                                                                 | Guld    | Silver            | Silver                                                                | Silver  | Brons               | Brons                                                              | Brons   |
| 60 meter      | Per Strandquist     | Malmö AI                                                             | 6,81    | Daniel Persson    | Malmö AI                                                              | 6,81    | Stefan Tärnhuvud    | Sundsvalls FI                                                      | 6,82    |
| 200 meter     | Alexander Nordkvist | Huddinge AIS                                                         | 21,73   | Nil de Oliveira   | Huddinge AIS                                                          | 22,00   | Stefan Tärnhuvud    | Sundsvalls FI                                                      | 22,22   |
| 400 meter     | Andreas Mokdasi     | Hässelby SK                                                          | 48,44   | Joni Jaako        | GoIF Tjalve                                                           | 48,57   | Henrik Encke        | Hässelby SK                                                        | 49,10   |
| 800 meter     | Mattias Claesson    | Hässelby SK                                                          | 1:48,95 | Johan Klinteskog  | Hammarby IF                                                           | 1:51,80 | Fredrik Karlsson    | Hammarby IF                                                        | 1:52,57 |
| 1 500 meter   | Rizak Dirshe        | Malmö A                                                              | 3:50,85 | John Laselle      | Turebergs FK                                                          | 3:52,96 | Philip Aagaard      | Spårvägens FK                                                      | 3:54,96 |
| 3 000 meter   | Erik Sjöqvist       | Enhörna IF                                                           | 8:08,50 | Johan Wallerstein | Malmö AI                                                              | 8:10,59 | Henrik Skoog        | Spårvägens FK                                                      | 8:12,37 |
| 60 meter häck | Robert Kronberg     | IF Kville                                                            | 7,72    | Joakim Blaschke   | Spårvägens FK                                                         | 8,00    | Josua Gustafsson    | Ullevi FK                                                          | 8,13    |
| 4 x 200 meter | IF Göta             | Fredrik Johansson, Simon Johansson, Johan Engberg, Christian Sjöberg | 1:28,00 | Turebergs FK      | Sebastian Öberg, Nil de Oliveira, Fredrik Bergfors, Fredrik Hallinder | 1:29,42 | Spårvägens FK       | Joakim Blaschke, Fredrik Skoglund, Juan Pettersson, Thomas Nikitin | 1:29,71 |
| Höjdhopp      | Stefan Holm         | Kils AIK                                                             | 2,37    | Linus Thörnblad   | Malmö AI                                                              | 2,35    | Mehdi Alkhatib      | SoIK Hellas                                                        | 2,15    |
| Stavhopp      | Alhaji Jeng         | Örgryte IS                                                           | 5,70    | Jesper Fritz      | Malmö AI                                                              | 5,55    | Gustaf Hultgren     | Örgryte IS                                                         | 5,23    |
| Längdhopp     | Michel Tornéus      | IFK Tumba                                                            | 7,54    | David Frykholm    | Malmö AI                                                              | 7,31    | Mattias Sunneborn   | Spårvägens FK                                                      | 7,25    |
| Tresteg       | Anton Andersson     | Örgryte IS                                                           | 16,18   | Erik Eriksson     | SoIK Hellas                                                           | 15,30   | Mathias Ström       | Örgryte IS                                                         | 15,25   |
| Kula          | Magnus Lohse        | Mölndals AIK                                                         | 18,03   | Mats Olsson       | Järvsö IF                                                             | 17,19   | Christian Ehrenborg | Mölndals AIK                                                       | 17,09   |
| Viktkastning  | Mattias Jons        | Hässelby SK                                                          | 19,62   | Robert Alneroth   | Gefle IF                                                              | 18,00   | Stellan Kjellander  | Malmö AI                                                           | 17,46   |
| Sjukamp       | Björn Barrefors     | Hammarby IF                                                          | 5 577   | Samuel Lindén     | Falu IK                                                               | 5 531   | Daniel Almgren      | Hässelby SK                                                        | 5 505   |

### Damer
| Gren          | Guld                      | Guld                                                                  | Guld    | Silver             | Silver                                                      | Silver   | Brons                     | Brons                                                                   | Brons    |
| 60 meter      | Lena Berntsson            | Ullevi FK                                                             | 7,32    | Emma Rienas        | IF Göta                                                     | 7,40     | Julia Skugge              | Glanshammars IF                                                         | 7,46     |
| 200 meter     | Nina Runvik               | Malmö AI                                                              | 24,14   | Maria Gustafsson   | Råby-Rekarne FIF                                            | 24,21    | Moa Hjelmer               | Spårvägens FK                                                           | 24,50    |
| 400 meter     | Josefin Magnusson         | Malmö AI                                                              | 55,49   | Jessica Samuelsson | Hässelby SK                                                 | 55,55    | Pernilla Tornemark        | Malmö AI                                                                | 55,63    |
| 800 meter     | Sofia Öberg               | IFK Lidingö                                                           | 2:08,71 | Elin Wiik          | Hässelby SK                                                 | 2:09,22  | Vendela Mindelöf          | Hässelby SK                                                             | 2:10,52  |
| 1 500 meter   | Ulrika Johansson (Flodin) | Rånäs 4H                                                              | 4:27,53 | Charlotta Fougberg | Ullevi FK                                                   | 4:29,44  | Marlin Brown              | Spårvägens FK                                                           | 4:32,37  |
| 3 000 meter   | Ulrika Johansson (Flodin) | Rånäs 4H                                                              | 9:52,62 | Flo Jonsson        | Spårvägens FK                                               | 10:02,12 | Lilian Magnusson          | Spårvägens FK                                                           | 10:02,39 |
| 60 meter häck | Lena Berntsson            | Ullevi FK                                                             | 8,41    | Elin Westerlund    | KA 2 IF                                                     | 8,51     | Ellen Sääw                | Stocksäters IF                                                          | 8,56     |
| 4 x 200 meter | Malmö AI                  | Nina Runvik, Caroline Bertheau, Pernilla Tornemark, Josefin Magnusson | 1:38,98 | Spårvägens FK      | Lisa Rönnkvist, Nuulu Ndiwabene, Gladys Bamane, Moa Hjelmer | 1:39,36  | Hammarby IF               | Tove Tengvall, Fatima Makakala, Sofia Hellberg Jonsén, Ulrika Jakobsson | 1:42,14  |
| Höjdhopp      | Emma Green                | Örgryte IS                                                            | 1,98    | Frida Brolin       | Råby-Rekarne FI                                             | 1,83     | Jenny Isgren              | Spårvägens FK                                                           | 1,83     |
| Stavhopp      | Maria Rendin              | Malmö AI                                                              | 4,17    | Fanny Berglund     | Göteborgs KIK                                               | 4,12     | Hanna-Mia Persson         | Örgryte IS                                                              | 4,17     |
| Längdhopp     | Erica Jarder              | Väsby IK                                                              | 6,24    | Nadja Casadei      | IFK Lidingö                                                 | 5,99     | Linda Berntsson           | Mölndals AIK                                                            | 5,81     |
| Tresteg       | Izehi Ileso               | Ullevi FK                                                             | 12,97   | Sara Brankell      | Mölndals AIK                                                | 12,94    | Anna Göransdotter Nilsson | SoIK Hellas                                                             | 12,93    |
| Kula          | Helena Engman             | Riviera FI                                                            | 18,05   | Catarina Andersson | Hässelby SK                                                 | 15,57    | Linda-Marie Mårtensson    | Hässelby SK                                                             | 14,21    |
| Viktkastning  | Tracey Andersson          | IFK Trelleborg                                                        | 17,68   | Marie Hilmersson   | Falu IK                                                     | 17,64    | Ellinor Forssander        | Hässelby SK                                                             | 16,87    |
| Femkamp       | Jessica Samuelsson        | Hässelby SK                                                           | 4 428   | Nadja Casadei      | IFK Lidingö                                                 | 4 190    | Frida Linde               | Täby IS                                                                 | 3 891    |

### Fotnoter
1. 1 2 3 4 5 6 7 8 9 10 11 12 13 14 15 16 17 18 19 20 21 22 23 24 25 26 27 28  ”Stora inne-SM 2008, resultat” (pdf). mai.se. Arkiverad från originalet den 14 april 2015. https://web.archive.org/web/20150414002300/http://www.mai.se/resultat/resultat_inne-sm_2008.pdf. Läst 11 april 2015.
2. 1 2  ”SM mångkamp 2008, resultat” (htm). lerumfriidrott.se. Arkiverad från originalet den 17 januari 2018. https://web.archive.org/web/20180117115520/http://www.lerumfriidrott.se/resultat/08/080316.htm. Läst 6 april 2015.